# Trevor Moore (Eishockeyspieler)
Trevor Moore (* 31. März 1995 in Thousand Oaks, Kalifornien) ist ein US-amerikanischer Eishockeyspieler, der seit Februar 2020 bei den Los Angeles Kings aus der National Hockey League (NHL) unter Vertrag steht und dort auf der Position des linken Flügelstürmers spielt.

## Karriere

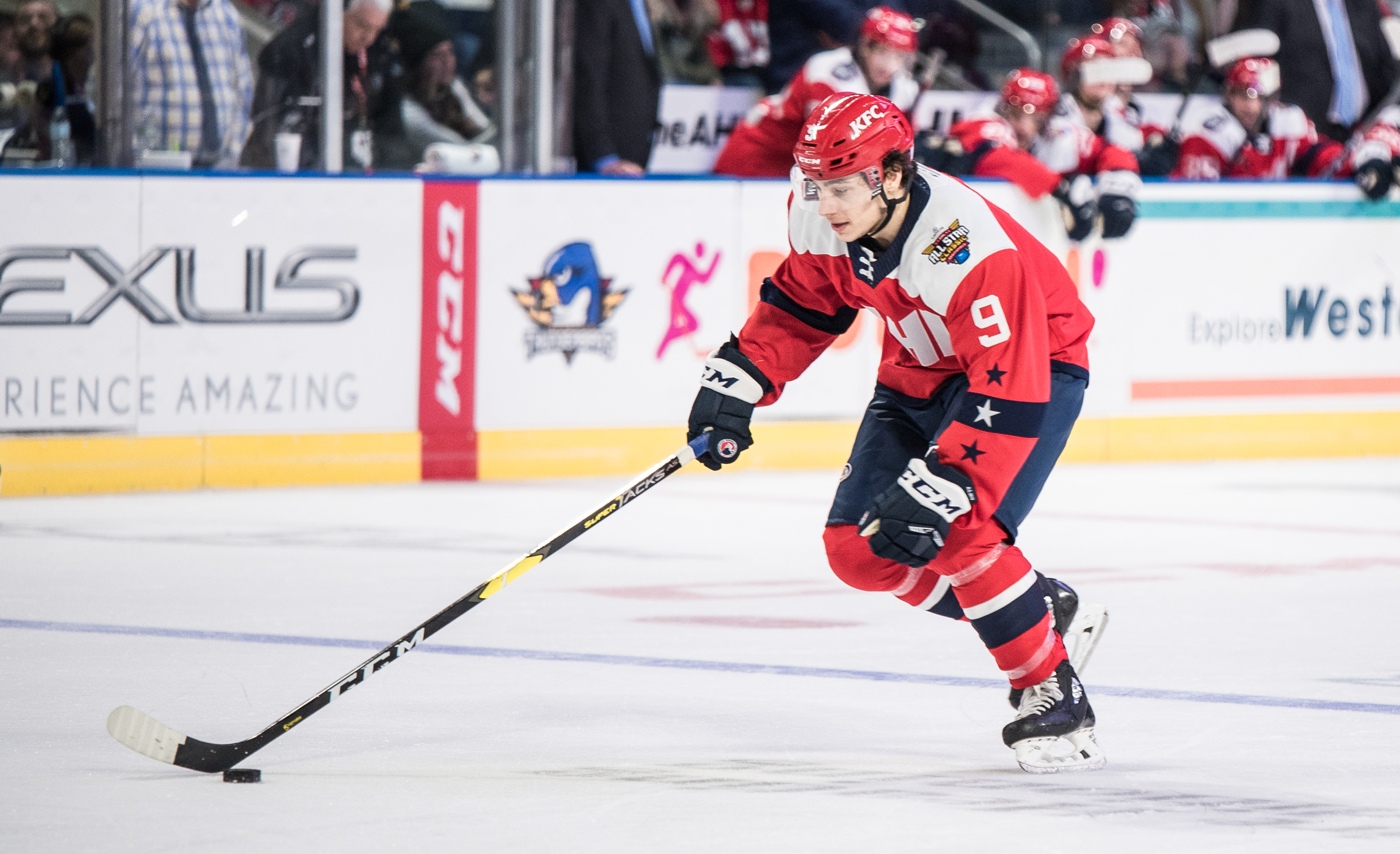
Moore beim AHL All-Star Classic 2019

Moore, der im kalifornischen Thousand Oaks zur Welt kam, verbrachte einen Teil seiner Juniorenkarriere im von den Los Angeles Kings unterstützten Nachwuchsprogramm der Los Angeles Selects, ehe er zur Saison 2011/12 in die Juniorenliga United States Hockey League wechselte. Dort war der Stürmer zwei Jahre lang für die Tri-City Storm aktiv und absolvierte insgesamt 113 Partien für das Team. Im Sommer 2013 zog es Moore schließlich an die University of Denver, wo er drei Jahre lang einem Studium nachging und parallel für die Universitätsmannschaft in der National Collegiate Hockey Conference, einer Division im Spielbetrieb der National Collegiate Athletic Association, aktiv war. Mit den Pioneers gewann der Offensivspieler am Ende seiner Rookiesaison die Divisionsmeisterschaft der NCHC. Darüber hinaus erhielt er im Lauf der drei Jahre zahlreiche individuelle Auszeichnungen, darunter die Berufung zum Stürmer des Jahres der NCHC im Jahr 2015, als er mit 44 Scorerpunkten in 39 Einsätzen sein bestes Jahr absolvierte. Diesen Wert erreichte er ebenso in der Spielzeit 2015/16, allerdings absolvierte er eine Partie mehr als im Jahr zuvor.
Ungedraftet wurde Moore schließlich im Juli 2016 von den Toronto Maple Leafs aus der National Hockey League unter Vertrag genommen, womit seine Studienzeit als Profi vorzeitig endete. Mit Beginn der Saison 2016/17 wurde der Angreifer in deren Farmteam, den Toronto Marlies, in der American Hockey League eingesetzt, wo er sich in der Folgezeit zu einem Führungsspieler entwickelte. Am Ende des Spieljahres 2017/18 gewann er mit den Marlies den Calder Cup. Im Verlauf der Saison 2018/19, in der er am AHL All-Star Classic teilnahm, debütierte Moore schließlich in seinem dritten Profijahr für die Maple Leafs in der NHL. Sein auslaufender Vertrag wurde zum Jahresbeginn 2019 vorzeitig um zwei Jahre seitens des Franchises verlängert. Bis zum Saisonende kam er in 32 Spielen im NHL-Kader zum Einsatz, darunter alle sieben Spiele der Stanley-Cup-Playoffs 2019.
Nach knapp dreieinhalb Jahren in der Organisation der Leafs wurde Moore im Februar 2020 mitsamt einem Drittrunden-Wahlrecht für den NHL Entry Draft 2020 sowie einem konditionalen Drittrunden-Wahlrecht für den NHL Entry Draft 2021 an die Los Angeles Kings abgegeben. Im Gegenzug erhielt Toronto Jack Campbell und Kyle Clifford. Im Trikot der Kings verzeichnete Moore in der Saison 2021/22 mit 48 Punkten aus 81 Partien seine bisher mit Abstand beste Karriereleistung. Anschließend unterzeichnete er im Dezember 2022 einen neuen Fünfjahresvertrag in Los Angeles, der ihm mit Beginn der Spielzeit 2023/24 ein durchschnittliches Jahresgehalt von 4,2 Millionen US-Dollar einbringen soll.

### International
Für sein Heimatland nahm Moore im Juniorenbereich am Ivan Hlinka Memorial Tournament 2012 teil. Dabei kam er in vier Turnierspielen zum Einsatz und erzielte dabei ein Tor. Die US-Amerikaner schlossen das Turnier auf dem siebten Rang ab. Im Rahmen der Weltmeisterschaft 2021 gab er sein Debüt für die A-Nationalmannschaft der USA und gewann dort mit ihr die Bronzemedaille.

## Erfolge und Auszeichnungen
| - 2013 Teilnahme am USHL Top Prospects Game - 2014 NCHC-Meisterschaft mit der University of Denver - 2014 NCHC All-Rookie Team - 2015 NCHC Stürmer des Jahres - 2015 NCHC First All-Star Team | - 2015 NCAA West Second All-American Team - 2016 NCHC Honorable Mention All-Star Team - 2018 Calder-Cup-Gewinn mit den Toronto Marlies - 2019 Teilnahme am AHL All-Star Classic |

### International
- 2021 Bronzemedaille bei der Weltmeisterschaft

## Karrierestatistik
Stand: Ende der Saison 2024/25

### International
Vertrat die USA bei:
- Ivan Hlinka Memorial Tournament 2012
- Weltmeisterschaft 2021

(Legende zur Spielerstatistik: Sp oder GP = absolvierte Spiele; T oder G = erzielte Tore; V oder A = erzielte Assists; Pkt oder Pts = erzielte Scorerpunkte; SM oder PIM = erhaltene Strafminuten; +/− = Plus/Minus-Bilanz; PP = erzielte Überzahltore; SH = erzielte Unterzahltore; GW = erzielte Siegtore; 1 Play-downs/Relegation; Kursiv: Statistik nicht vollständig)